# روي كارير
روي كارير (بالإنجليزية: Roy Carrier)‏ هو موسيقي أمريكي، ولد في 11 فبراير 1947، وتوفي في 3 مايو 2010.